# Estación de Velázquez (Metro de Madrid)
Velázquez es una estación de la línea 4 del Metro de Madrid situada bajo la calle de Goya, más concretamente bajo el cruce de la misma con la calle de Núñez de Balboa, en el madrileño barrio de Recoletos (distrito Salamanca).

## Historia
La estación abrió al público el 23 de marzo de 1944 formando parte del primer tramo de la línea 4 entre las estaciones de Argüelles y Goya.
Permaneció cerrada entre el 13 de enero y el 6 de marzo de 2020 por obras en la línea.

## Accesos
Vestíbulo Velázquez
- Goya, pares C/ Goya, 20 (esquina C/ Velázquez)
- Goya, impares C/ Goya, 41 (esquina C/ Velázquez)

Vestíbulo Castelló
- Goya, pares C/ Goya, 32 (esquina C/ Castelló)
- Goya, impares C/ Goya, 53 (esquina C/ Castelló)

## Líneas y conexiones

### Metro

Mapa de los accesos a la estación de Velázquez, y los recorridos y paradas de autobuses de la EMT que pasan por la zona.

| << cabecera | < estación | línea | estación > | cabecera >>        |
| ----------- | ---------- | ----- | ---------- | ------------------ |
| Argüelles   | Serrano    |       | Goya       | Pinar de Chamartín |

### Autobuses
| Diurnos   |                        |                    |
| Línea     | Destino                | Parada             |
| 1         | Prosperidad            | 424 VELÁZQUEZ-GOYA |
| 9         | Hortaleza              | 424 VELÁZQUEZ-GOYA |
| 19        | Plaza Cataluña         | 424 VELÁZQUEZ-GOYA |
| 51        | Plaza Perú             | 424 VELÁZQUEZ-GOYA |
| 74        | Parque de las Avenidas | 424 VELÁZQUEZ-GOYA |
| 21        | Bº El Salvador         | 672 GOYA-VELÁZQUEZ |
| 53        | Arturo Soria           | 672 GOYA-VELÁZQUEZ |
| 21        | Pº Pintor Rosales      | 673 GOYA-VELÁZQUEZ |
| 53        | Sol / Sevilla          | 673 GOYA-VELÁZQUEZ |
| Nocturnos |                        |                    |
| Línea     | Destino                | Parada             |
| N4        | Barajas                | 424 VELÁZQUEZ-GOYA |